# Касс, Кармен
Кармен Касс (эст. Carmen Kass; род. 14 сентября 1978, Таллин) — эстонская топ-модель, актриса и политик. Член партии Res Publica, была кандидатом в депутаты Европарламента в 2004 году. В 2004 году была избрана президентом Шахматного союза Эстонии, принимала участие в шахматных соревнованиях.

## Биография
Касс родилась в Таллине и выросла в деревне Мао, недалеко от Пайде, Ярвамаа. Касс, её старшую сестру Викторию и старшего брата Кутти воспитывала их мать, Койду Пыдер. Её отец, Виктор Касс (1945–2021), был тренером по шахматам в Пылва.
Кармен стала призёром нескольких конкурсов красоты, включая «Мисс Пайде» и «Мисс земля Ярвамаа».

## Карьера

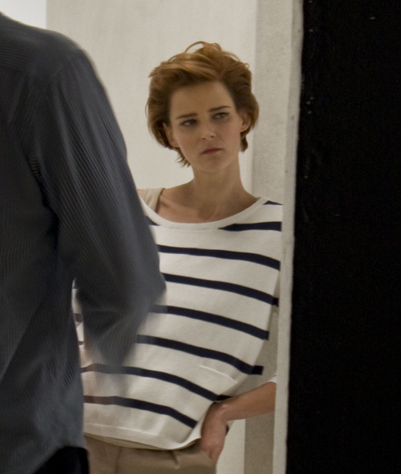
Carmen Kass

Когда Касс было 14 лет, её встретил в супермаркете модельный агент из Милана, сделавший ей предложение о работе. Её мать — единственный родитель, работала официанткой и отказалась подписать разрешение для своей дочери уехать в Милан на три месяца, так что Касс подделала её подпись на документах. Первая попытка стать моделью оказалась неудачной и через некоторое время Касс покинула Милан.
В возрасте 18 лет она переехала в Париж. Вскоре Кармен получила известность, появившись на обложках американского, французского, британского и итальянского Vogue, австралийского Elle, UK Image, Madame Figaro и французского Numéro. Первой обложкой Касс стал французский Vogue в ноябре 1997 года.
Большую роль в её карьере сыграла Анна Винтур. К 1999 году Касс уже участвовала в показах таких ведущих дизайнеров, как Марк Джейкобс, Майкл Корс, Кельвин Кляйн, Ральф Лорен, Донна Каран и Dolce & Gabbana и позировала в рекламе Calvin Klein, Chanel, Gucci, Донна Каран, Dsquared2, Versace, Givenchy, Fendi, Макс Мара, Валентино, Ральф Лорен, Нарсисо Родригес и даже General Motors. В 2000 году выиграла награду «VH1 / Vogue модель года», на следующий год после Жизель Бюндхен.
Только в 2007 году Касс стала лицом десяти рекламных компаний известных дизайнеров. В том же году она стала моделью и представителем Max Factor.
Касс была музой Майкла Корса и лицом его бренда в течение 10 лет подряд. Касс также была лицом аромата от Нарсисо Родригеса в течение 17 лет подряд.
Она открыла и закрыла показ Victoria's Secret в 1999 году, а также являлась лицом бренда в 2000, 2002, 2003 и 2008 годах.
Касс считается одной из моделей, которая закончила эпоху героинового шика вместе с Жизель Бюндхен.
Живя в Нью-Йорке, она посещала Институт театра и кино Ли Страсберга. В 2004 году Касс сыграла главную женскую роль в эстонском фильме «Точка отсчета». У неё также была эпизодическая роль в фильме «Образцовый самец».
В 2010 году заявила, что собирается окончить среднюю школу и получить высшее образование.

## Общественная деятельность
Была кандидатом в Европарламент от Партии — Республика на выборах 2004 года. Набрала 2315 голосов.

## Личная жизнь
С 2004 по 2014 год Касс состояла в отношениях с Эриком Лоброном, немецким шахматным гроссмейстером.
Она свободно владеет эстонским и английским, а также русским и итальянским языками.
Её племянник, Антонио Себастьян Касс, также является моделью и музыкантом.
29 ноября 2024 года Касс сообщила через социальные сети, что стала матерью. 